# Paul Thomas Anderson
 Der er for få eller ingen kildehenvisninger i denne artikel, hvilket er et problem. Du kan hjælpe ved at angive troværdige kilder til de påstande, som fremføres i artiklen.

Paul Thomas Anderson (født 26. juni 1970) er en amerikansk filminstruktør, producer og manuskriptforfatter.

## Liv og karriere
Allerede som ret ung begyndte Paul Thomas Anderson at lave amatørfilm. Den nok vigtigste af disse var en film kaldet The Dirk Diggler Story om en opdigtet pornostjerne kaldet Dirk Diggler. Denne udviklede sig senere til det der skulle blive hans anden spillefilm Boogie Nights og den første film der fik succes (ikke at nogen af hans film har været store kommercielle successer). Hans første spillefilm Hard Eight var ikke den store succes, men gav ham dog mulighed for at komme til at arbejde med skuespillere som John C. Reilly og Philip Seymour Hoffman som han har brugt flere gange i sine senere film.
Hans tredje film, Magnolia, gav ham hans anden oscarnominering for bedste manuskript (den første var for Boogie Nights), og gav Tom Cruise hans tredje oscarnominering. Derudover vandt han Guldbjørnen på filmfestivalen i Berlin. Hans næste film Punch-Drunk Love, med Adam Sandler i hovedrollen, gav Paul Thomas Anderson prisen som bedste instruktør på filmfestivalen i Cannes. Filmen There Will Be Blood, har vundet en lang række priser og er nomineret til 8 Oscars.
Paul Thomas Anderson er en af 90'ernes og 00'ernes mest kritikerroste instruktører, men er alligevel ikke særlig kendt af den almene befolkning hverken i USA eller Europa.

## Filmografi
- Hard Eight (1996)
- Boogie Nights (1997)
- Magnolia (1999)
- Punch-Drunk Love (2002)
- There Will Be Blood (2007)
- The Master (2012)
- Inherent Vice (2014)
- Phantom Thread (2017)